# Капеліна

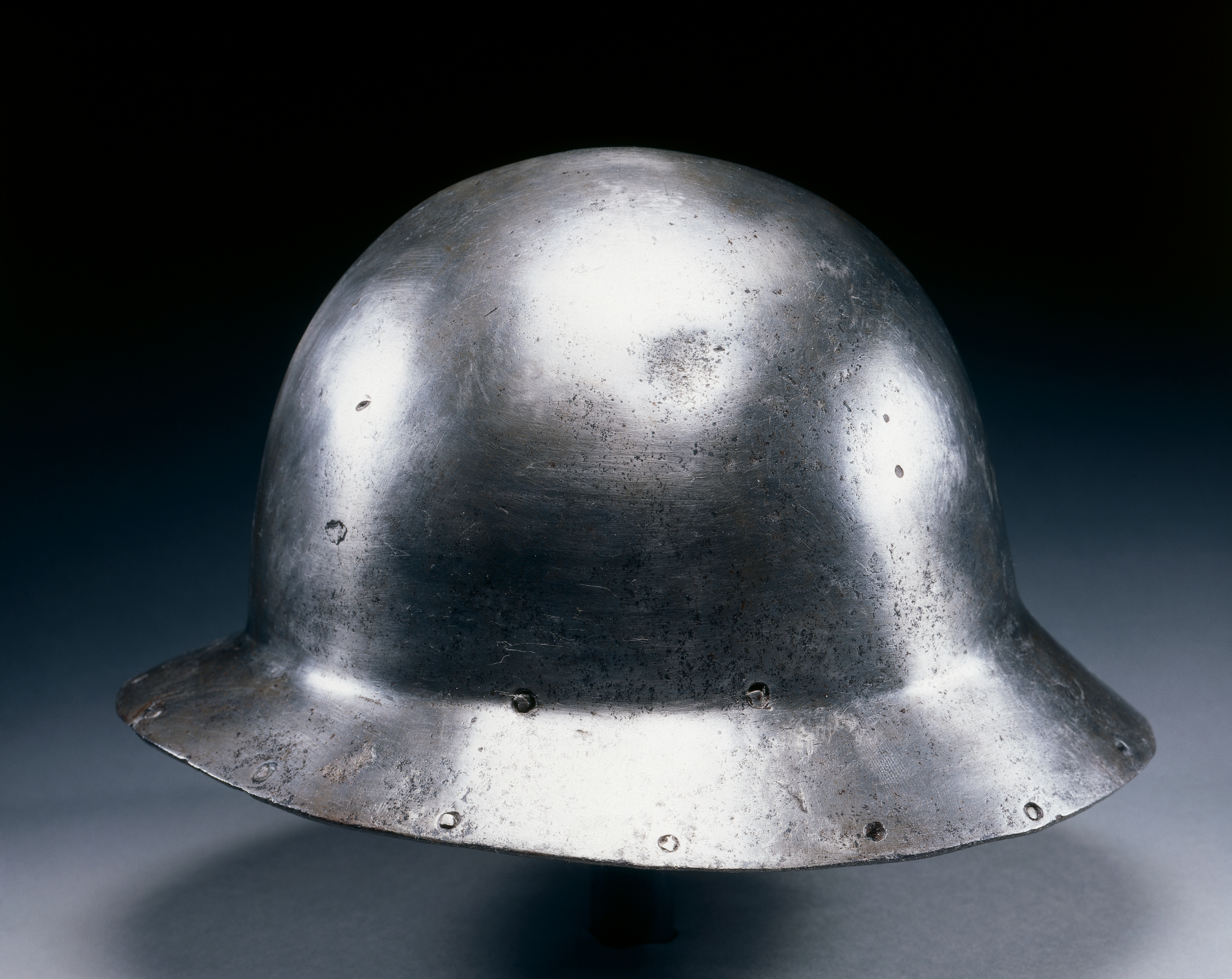
Капеліна (Італія, XV ст.)

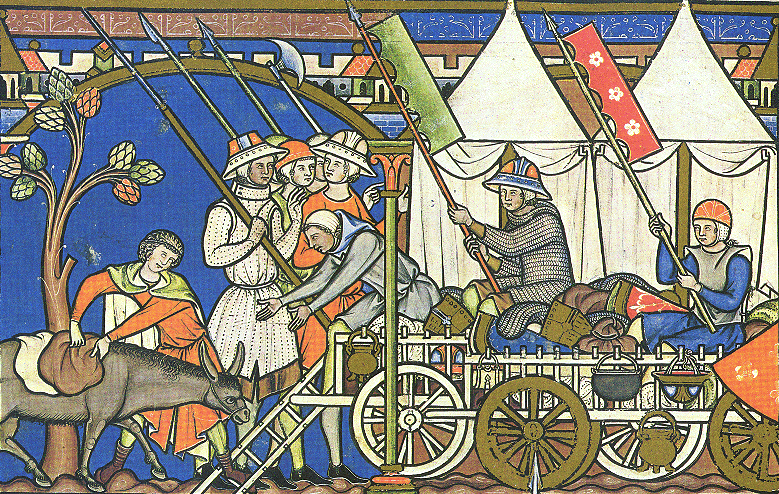
Вояки у капелінах. На малюнку візуальний каламбур — на возі висить казанок і «шапка-казанок», тобто капеліна (Біблія Мацейовського, XIII ст.)

Капелі́на — європейський відкритий шолом XI—XV століття. Мав вигляд залізного бриля або шапки з широкими крисами. Один із простих і дешевих шоломів. Форма наголовка могла бути різноманітною: сферичною, циліндричною, конічною тощо. Криси мали різну ширину і кут нахилу. Інколи посилювався гребенем на горі, або захистом для носа. Первісно усі деталі (наголовок, криси, гребінь) виготовлялися окремо; з середини XV ст. — кувалися з цільного заліза. Відомий у Візантії з ХІ ст., у Західній Європі — з ХІІІ ст. Використовувався незаможними лицарями, піхотою, простолюдом тощо. Наприкінці XV ст. поступово витіснений кабасетом, з якої постав шолом-моріон. 1915 року в Британії під час Першої світової війни на основі капеліни був винайдений шолом Броді.

## Назва
- Залізна шапка, або залізний капелюх (нім. Eisenhut, ісп. capillo de hierro, італ. cappello di ferro, фр. chapel-de-fer)
- Шапка-казанок (англ. kettle hat)
- Бойовий капелюх (англ. war hat, італ. cappello d'arme)
- Капалін (пол. kapalin)
- Клобучек (пол. kłobuczek)
- Купалін (пол. kupalin)